# 豊崎稔
豊崎 稔（とよさき みのる、1901年11月28日 - 1984年9月13日）は、日本の経済学者。京都大学名誉教授。

## 経歴
1901年、徳島県徳島市生まれ。徳島県立徳島中学校（現徳島県立城南高等学校）を卒業し、山口高等商業学校を経て、1927年東北帝国大学法文学部経済学科を卒業した。
卒業後、母校の東北帝国大学助手に採用。1931年より大阪商科大学講師。1932年に同助教授、1941年に同教授に昇進。1945年に大阪商科大学に学位論文を提出して経済学博士号を取得。1946年、京都帝国大学経済学部教授となった。1949年より経済学部長。1951年からは日本学術会議会員となった。また、1959年税制調査会委員。1965年に京都大学を定年退任し、名誉教授となった、立命館大学経営学部教授。1967年龍谷大学経営学部教授。1974年龍谷大学社会科学研究所所長、歴史的風土審議会委員。1984年に死去。栄典の類は一切辞退した。

## 研究内容・業績
門下生に池上惇京都大学名誉教授、寺尾晃洋関西大学名誉教授などがいる。